# Wilczyska (Petite-Pologne)
Pour les articles homonymes, voir Wilczyska.
Wilczyska est une localité polonaise de la gmina de Bobowa, située dans le powiat de Gorlice en voïvodie de Petite-Pologne.